# Martina Roese
Pour les articles homonymes, voir Roese.
Martina Roese est une ancienne joueuse brésilienne de volley-ball née le 18 mai 1988 à Nova Petrópolis (Rio Grande do Sul). Elle mesure 1,74 m et jouait au poste d'attaquante. Elle a totalisé 1 sélections en équipe du Brésil.

## Clubs
| Club                              | De        | À         |
| --------------------------------- | --------- | --------- |
| Sociedade Ginástica Novo Hamburgo | 2002-2003 | 2003-2004 |
| Universidade de Caxias do Sul     | 2005-2005 | 2005-2005 |
| Osasco Voleibol Clube             | 2005-2006 | 2008-2009 |
| Vôlei Futuro                      | 2009-2010 | 2009-2010 |
| A.D. A Pinguela                   | 2010-2011 | 2011-2012 |

## Palmarès

### Équipe nationale
- Championnat d'Amérique du Sud  des moins de 18 ans
  - Vainqueur : 2004.
- Championnat du monde des moins de 18 ans
  - Vainqueur : 2005.

### Clubs
- Championnat du Brésil
  - Finaliste : 2007, 2008
- Coupe du Brésil
  - Finaliste  : 2007.

### Distinctions individuelles
- Championnat du monde de volley-ball féminin des moins de 18 ans 2005: Meilleure défenseuse.